# NGC 67
NGC 67 je eliptická galaxie vzdálená od nás zhruba 350 milionů světelných let nacházející se v souhvězdí Andromedy.